# John Garrison
John Garrison, född 13 februari 1909 i West Newton, död 13 maj 1988, var en amerikansk ishockeyspelare.
Garrison blev olympisk silvermedaljör i ishockey vid vinterspelen 1932 i Lake Placid.